# Luchino Dal Verme (partigiano)

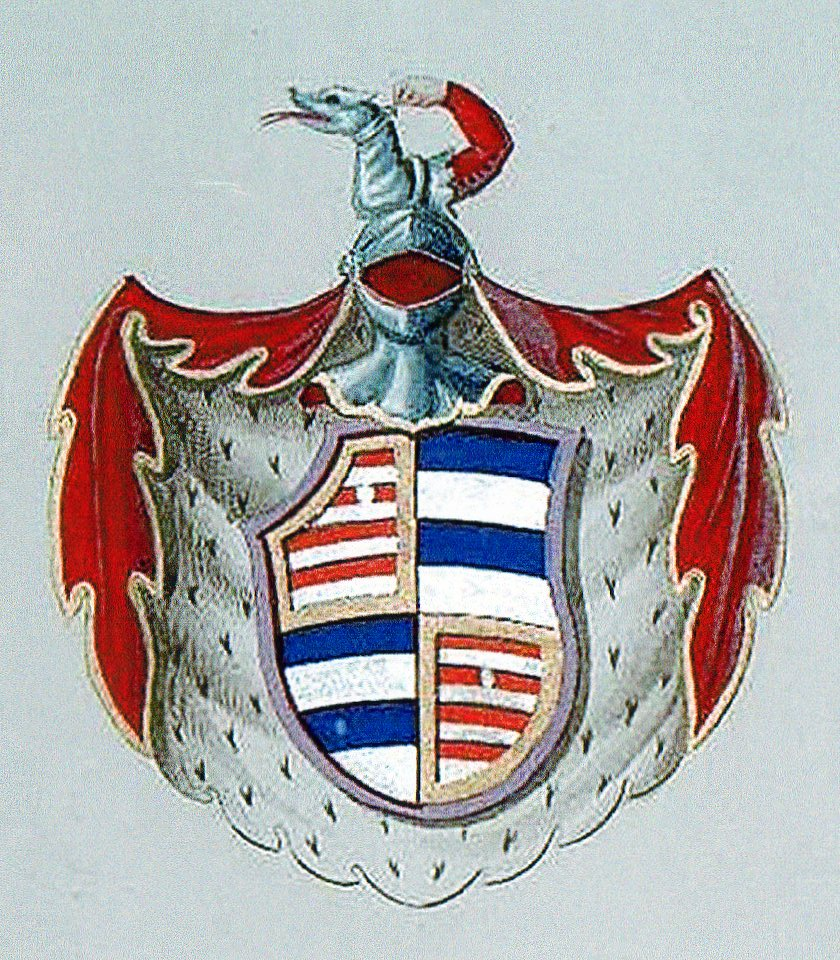
Stemma dei Dal Verme

Luchino Dal Verme (Milano, 25 novembre 1913 – Torre degli Alberi, 29 marzo 2017) è stato un militare e partigiano italiano.

## Biografia
Nacque dai Dal Verme, nobile famiglia milanese originaria di Verona. Allo scoppio della seconda guerra mondiale era ufficiale nelle batterie a cavallo del Reggimento artiglieria celere "Principe Amedeo Duca d'Aosta" (3°). In seguito inquadrato nel Reggimento artiglieria a cavallo (3°), partecipò alla campagna italiana di Russia. Tornato in patria, fu inviato a Forlì con l'incaricato di addestrare le nuove reclute per ricostituire la sua divisione.
L'armistizio di Cassibile ed il trasferimento della Corte e dello Stato a Brindisi rappresentarono per Dal Verme un momento di distacco dalle operazioni belliche e dalla vita militare. Per evitare la cattura da parte dei nazifascisti, sorte che sarebbe toccata a tutti i soldati italiani, si nascose nel castello di famiglia, a Torre degli Alberi, dove rimase per sei mesi.
Decise di entrare nella Resistenza dopo un incontro con Italo Pietra, che lo convinse ad abbandonare le tradizioni monarchiche di famiglia. Partecipò quindi all'organizzazione delle prime formazioni partigiane della provincia di Pavia e in particolare dell'Oltrepò: con il nome di battaglia "Maino" (e il soprannome di "Conte partigiano", Cont in dialetto), divenne comandante dell'88ª Brigata "Casotti", quindi della divisione Garibaldi "Antonio Gramsci". Sembra una contraddizione che Dal Verme, convinto cattolico e di origini nobili, prendesse parte a gruppi di ispirazione comunista ma, come ebbe lui stesso a dichiarare parlando dei suoi compagni "non ho mai saputo quanti fossero comunisti e quanti no, ma so quanti morirono per tutti noi, per la libertà di ciascuno di noi".
La "Gramsci" di Dal Verme si distinse in numerose azioni, quali imboscate lungo la via Emilia e sabotaggi alla ferrovia Torino-Piacenza. Tra gli eventi più importanti, la cosiddetta battaglia di Costa Pelata contro i nazifascisti.
Tra il 25 e il 26 aprile 1945 la sua formazione occupò Casteggio e il 27 aprile fu tra le prime a raggiungere Milano.
Al termine del conflitto non entrò in politica e si ritirò nel castello di Torre degli Alberi, impegnandosi però nell'opera di testimonianza della Resistenza.
È scomparso nel 2017 all'età di 103 anni.